# Късен полипорус
Късният полипорус (Polyporus brumalis) е вид неядлива базидиева гъба от семейство Polyporaceae.

## Описание
Шапката достига до 8 cm в диаметър. В ранна възраст е слабо изпъкнала, с подвит ръб, фино мъхеста, а в напреднала възраст става плоска или вдлъбната в средата, понякога с изправен и леко вълновидно нагънат ръб, с прилепнали люспици. На цвят е сивкаво-кафеникава до кафява, а като остарее прелива в жълто-кафява. Пънчето достига 7 cm на дължина и е цилиндрично, често закривено близо до основата, еластично, фино мъхесто, с къси кафяви люспици. Има къси тръбици (до 2 mm), които са бели до кремави на цвят и завършващи с издължени бели пори. Месото е тънко, жилаво, белезникаво и няма характерен вкус или мирис. Счита се за неядлива.

## Местообитание
Среща се често през октомври – ноември и през февруари – април, като расте поединично или на групи върху паднали клони или дънери на различни широколистни дървета.